# Gymnopilus medius
Gymnopilus medius là một loài nấm trong họ Cortinariaceae.